# Герен, Виктор
Виктор Герен (фр. Victor Guérin; 15 сентября 1821 г. — 21 сентября 1890 г.) — французский интеллектуал, исследователь и археолог-любитель. В его книгах описывалась география, археология и история исследованных им территорий Греции, Малой Азии, Северной Африки, Ливана, Сирии и Палестины.

## Биография
Виктор Герен, набожный католик, окончил Высшую нормальную школу в Париже (1840). Работал преподавателем риторики и был членом профессорско-преподавательского состава в различных коллежах и лицеях во Франции, затем в Алжире (1850) и в Афинах (1852). Исследуя Самос, он обнаружил источник, питающий Эвпалинов тоннель, и истоки канала. В 1856 году написал докторскую диссертацию по прибрежному региону Палестины, от Хан-Юниса до горы Кармель.
Умер 21 сентября 1891 года в Париже.

## Академическая карьера
Виктор Герен был профессором зарубежной литературы в Лионе и Гренобле.
В 1878 году он преподавал в Парижском католическом институте. С 1862 года он был членом Общества антикваров Франции, а с 1866 года — членом Ордена Почётного легиона.
Исследовал Грецию, Греческие острова, Малую Азию, Египет, Нубию, Тунис и Левант (при финансовой поддержке Оноре Люиня). Опубликовал множество неизвестных пунических и римских надписей из Туниса, а также подробную карту страны.

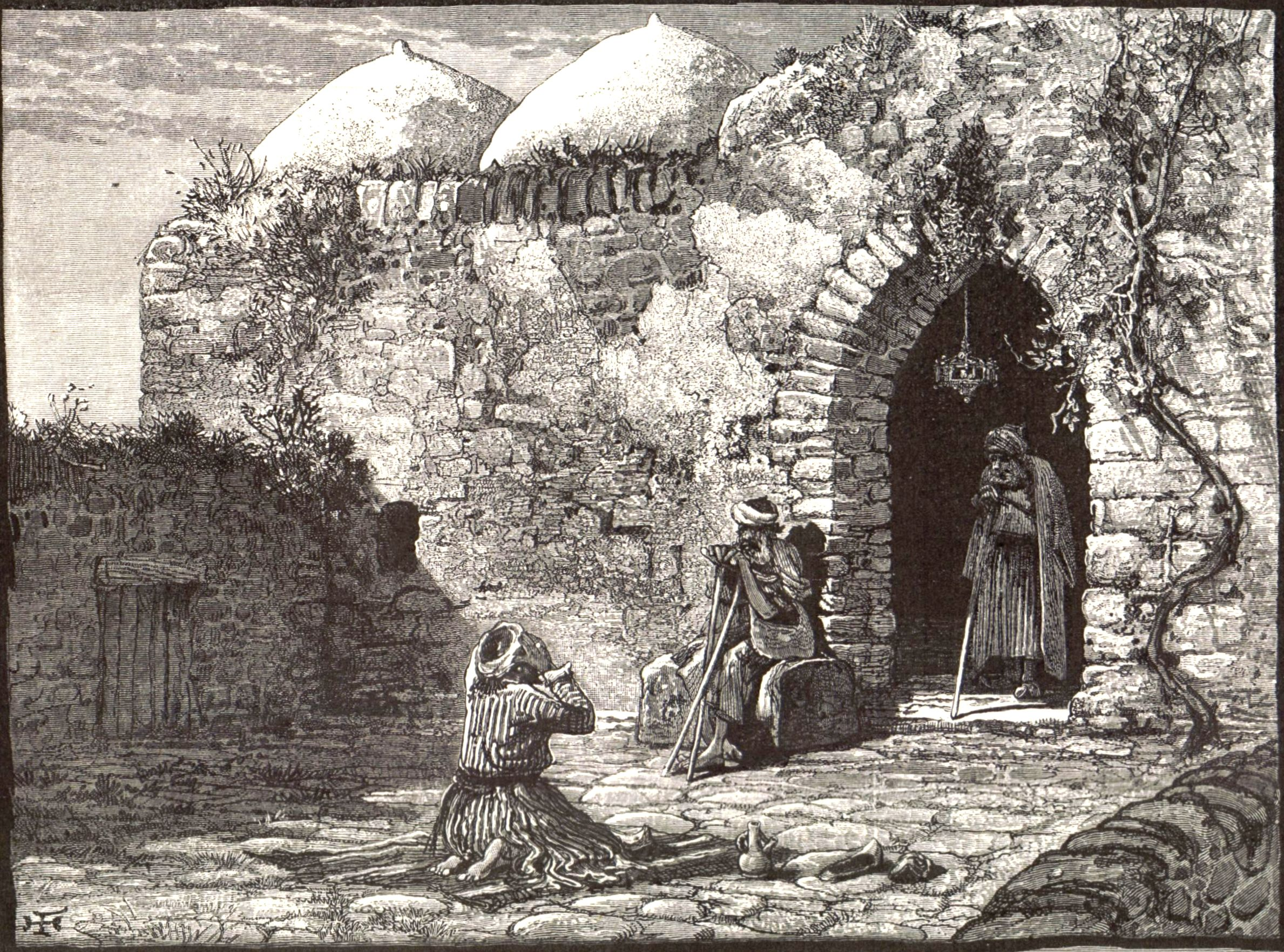
Гробница Ионы в Мешхеде, перепечатанная в La Terre Sainte из журнала «Picturesque Palestine»

Герен посетил Святую Землю восемь раз: в 1852, 1854, 1863, 1870, 1875, 1882, 1884 и 1888 годах.
За семитомное «Географическое, историческое и археологическое описание Палестины» получил премию Французской академии наук. Большая часть работ Герена посвящена описанию руин.

## Опубликованные работы

Карта Палестины Герена с указанием мест, которые он посетил (1881).

Идентифицировал археологические памятники, ссылаясь на отрывки из Танаха, греческой мифологии и опираясь на работы таких учёных, как Эдвард Робинсон и Титус Тоблер. Он также цитирует такие источники, как Мишна и Талмуд, а также опирается на труды еврейских путешественников, таких как Вениамин Тудельский и Исаак Хело. Герен разработал крупномасштабные карты для своих книг, которые были напечатаны отдельно:
- Description de l'île de Patmos et de l'île de Samos. (1856)
- Voyage dans l’Île de Rhodes et description de cette Île. Paris (1856)
- Voyage archéologique dans la régence de Tunis. 2 Bde. Paris (1862)
- Guérin, Victor. Description Géographique Historique et Archéologique de la Palestine :  [фр.]. — Paris : L'Imprimerie impériale, 1868. — Vol. 1: Judée, pt. 1.
- Guérin, Victor. Description Géographique Historique et Archéologique de la Palestine :  [фр.]. — Paris : L'Imprimerie impériale, 1869. — Vol. 1: Judée, pt. 2.
- Guérin, Victor. Description Géographique Historique et Archéologique de la Palestine :  [фр.]. — Paris : L'Imprimerie impériale, 1869. — Vol. 1: Judée, pt. 3.
- Guérin, Victor. Description Géographique Historique et Archéologique de la Palestine :  [фр.]. — Paris : L'Imprimerie nationale, 1874. — Vol. 2: Samarie, pt. 1.
- Guérin, Victor. Description Géographique Historique et Archéologique de la Palestine :  [фр.]. — Paris : L'Imprimerie nationale, 1875. — Vol. 2: Samarie, pt. 2.
- Guérin, Victor. Description Géographique Historique et Archéologique de la Palestine :  [фр.]. — Paris : L'Imprimerie nationale, 1880. — Vol. 3: Galilée, pt. 1.
- Guérin, Victor. Description Géographique Historique et Archéologique de la Palestine :  [фр.]. — Paris : L'Imprimerie nationale, 1880. — Vol. 3: Galilée, pt. 2.
- La Terre Sainte, Vol. I: Son Histoire, Ses Souvenirs, Ses Sites, Ses Monuments [The Holy Land: Its History, Its Records, Its Sites, Its Monuments], Paris: E. Plon & Co., 1882.  (фр.)
- La Terre Sainte, Vol. II: Liban, Phénicie, Palestine Occidentale et Méridionale, Pétra, Sinaï, Égypte [The Holy Land: Lebanon, Phoenicia, Western and Southern Palestine, Petra, Sinai, Egypt], Paris: E. Plon, Nourrit, & Co., 1884.  (фр.)
- Jérusalem : son histoire, sa description, ses établissements religieux. Paris (1889)
- La France catholique en Égypte. Tours (Neuausgabe, 1892)
- La France catholique en Tunisie. Paris (Neuausgabe, 1893)